# Clara Peeters
Clara Peeters, född 1594 i Antwerpen, död 1657 i Haag, var en nederländsk stillebenmålare.
Hon föddes i staden Antwerpen i Spanska Nederländerna (Belgien). Hon arbetade dock i Spanska Nederländerna och i Nederländska Republiken. Hon brukade rita stilleben med ostar, mandlar och kringlor. Hon är den mest kända kvinnliga flamländska konstnären under denna tid. Hon var framstående bland konstnärerna som formade traditionerna i de nederländska ontbijtjes, ”frukostbitar”, med scener av bland annat mat och fartyg.
På grund av antalet uppenbara kopior av hennes olika verk av olika händer, spekulerar vissa att hon kan ha lett en liten konstnärsskola.